# Evanston (Illinois)
Evanston ist eine Stadt im Cook County im Nordosten des US-amerikanischen Bundesstaates Illinois am Michigansee.

## Geografie
Evanston liegt nördlich von Chicago und ist eine principal city der Metropolregion Chicago.

## Geschichte
1836 wurde die Stadt gegründet. Sie hatte im Jahr 2020 eine Bevölkerung von 78.110 Einwohnern.
Die Stadt wurde nach dem Arzt und Politiker sowie späteren Gouverneur von Colorado, John Evans, benannt.

## Wirtschaft und Infrastruktur
Sie ist nicht nur durch den Campus der Northwestern University und andere Bildungseinrichtungen bekannt, sondern auch für den Sitz von Rotary International.
Die Stadt ist an das Netz der Chicago Elevated angeschlossen.

## Persönlichkeiten

### Söhne und Töchter der Stadt
- William Huse Dunham (1901–1982), Historiker
- Gaylord Harnwell (1903–1982), Physiker
- Richard A. Schermerhorn (1903–1991), Soziologe und Hochschullehrer
- Walter Kerr (1913–1996), Theaterkritiker, Autor, Regisseur und Dramaturg
- Charlton Heston (1923–2008), Schauspieler
- Peter C. Merrill (* 1930), Linguist, Germanist sowie Kultur- und Kunsthistoriker
- William Z. Lidicker, Jr. (1932–2022), Mammaloge und Wirbeltierökologe
- Thomas N. Tentler (1932–2021), Historiker
- Edmund S. Phelps (* 1933), Ökonom
- Grace Slick (* 1939), Rock-Sängerin
- Jerry Portnoy (* 1943), Bluesmusiker
- Paul Langacker (* 1946), theoretischer Teilchenphysiker
- Ed Petersen (* 1952), Jazzmusiker
- Rogers Brubaker (* 1956), Soziologe
- Billy Martin (* 1956), Tennisspieler
- Samuel H. Gellman (* 1959), Chemiker
- Janet Julian (* 1959), Pädagogin, Autorin, Model und Schauspielerin
- Julianne Phillips (* 1960), Schauspielerin
- Harald Leibrecht (* 1961), deutscher Politiker (FDP)
- Elizabeth McGovern (* 1961), Schauspielerin
- John Cusack (* 1966), Schauspieler
- Jeffrey Lieber (* 1969), Drehbuchautor
- Erik Spoelstra (* 1970), Basketballtrainer
- Susie Cusack (* 1971), Schauspielerin
- Lindsey Durlacher (1974–2011), Ringer
- Jake Johnson (* 1978), Schauspieler
- Timothy Goebel (* 1980), Eiskunstläufer
- Zach Gilford (* 1982), Schauspieler
- Sean Evans (* 1986), Moderator und Produzent
- Brian Hansen (* 1990), Eisschnellläufer
- Eric Rosen (* 1993), Schachspieler

### Persönlichkeiten, die vor Ort gewirkt haben
Berühmte Persönlichkeiten mit Bezug zu der Stadt sind
- Charles G. Dawes (1865–1951), US-Vizepräsident und Friedensnobelpreisträger
- Byrne Piven (1929–2002), Regisseur und Schauspieler
- Fred Anderson (1929–2010), Jazzmusiker
- Mary Jane Ward (1905–1981), Schriftstellerin

## Städtepartnerschaften

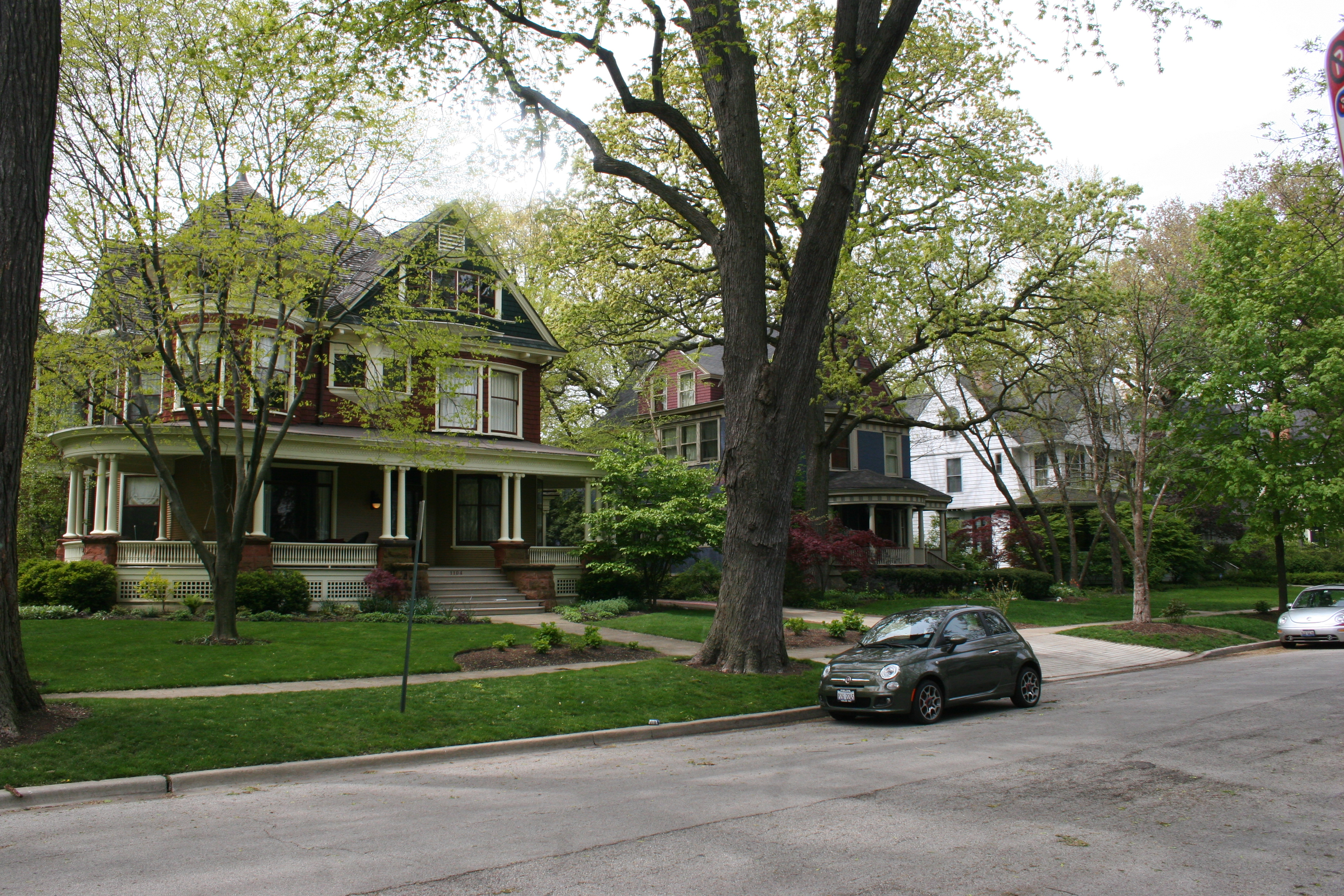
Evanston Lakeshore Historic District

- Belize City, Belize